# Rawannawi Village
Rawannawi Village är en ort i Kiribati.   Den ligger i örådet Marakei och ögruppen Gilbertöarna, i den norra delen av landet, 90 km norr om huvudstaden Tarawa. Rawannawi Village ligger 9 meter över havet och antalet invånare är 1 075.
Terrängen runt Rawannawi Village är mycket platt.  Rawannawi Village är det största samhället i trakten. 